# Willi Wieser
Willi Wieser (ur. 22 marca 1973) – austriacki snowboardzista. Nie startował na igrzyskach olimpijskich. Jego najlepszym wynikiem na mistrzostwach świata jest 30. miejsce w snowcrossie na mistrzostwach w San Candido. Najlepsze wyniki w Pucharze Świata osiągnął w sezonie 1996/1997, kiedy to zajął 40. miejsce w klasyfikacji generalnej.
W 2000 r. zakończył karierę.

## Sukcesy

### Mistrzostwa Świata
| Miejsce | Dzień       | Rok  | Miejscowość   | Konkurencja    | Zwycięzca          |
| ------- | ----------- | ---- | ------------- | -------------- | ------------------ |
| 35.     | 22 stycznia | 1997 | San Candido   | Gigant         | Thomas Prugger     |
| 30.     | 26 stycznia | 1997 | San Candido   | Snowboardcross | Helmut Pramstaller |
| 48.     | 17 stycznia | 1999 | Berchtesgaden | Snowboardcross | Henrik Jansson     |

### Puchar Świata

#### Miejsca w klasyfikacji generalnej
- 1996/1997 - 40.
- 1997/1998 - 50.
- 1997/1998 - 62.
- 1997/1998 - 127.

#### Miejsca na podium
1. Grächen – 5 marca 1997 (Snowcross) - 2. miejsce